# MDPI
MDPI（Multidisciplinary Digital Publishing Institute）は、バーゼル（スイス）に本部を置くオープンアクセス専門の出版社である。北京、武漢、天津、バルセロナ、ベオグラード、マンチェスター、クルジュ＝ナポカ、ブカレスト、クラクフ、東京、トロントに支社を持つ。年間の出版論文総数は2020年には16万報を超え、世界最大のオープンアクセス出版社となった。取り扱う分野は医学、自然科学、工学、社会科学など多岐にわたり、2020年末時点で300以上の査読済みオープンアクセスジャーナルを出版している。MDPIが発行するジャーナルのうち、189誌がWeb of Scienceのデータベースに掲載されており、73誌にインパクトファクターが付与されている。MDPIが発行する全てのジャーナルはオープンアクセスであり、クリエイティブ・コモンズのCC BY（表示）のライセンスの下、改変や二次利用が可能である。

## 歴史
MDPIは「化学的試料の保存」を目的とした組織MDPI（Molecular Diversity Preservation International、以下MDPI Verein）を前身とする。MDPI Vereinは、研究者に向けた研究用試料の保管とその多様性の保全を目的として、1996年にShu-Kun LinとBenoit R. Turinによってバーゼルにて設立された。また、同年Springer Verlag（現シュプリンガー・サイエンス・アンド・ビジネス・メディア）と共同で、化学分野における電子ジャーナルの先駆けである雑誌Moleculesを創刊した。その後、MDPI VereinはEntropy（1999年）、International Journal of Molecular Sciences（2000年）、Sensors（2001年）、Marine Drugs（2003年）、International Journal of Environmental Research and Public Health（2004年）等のオープンアクセスジャーナルを次々と創刊した。2008年、MDPI Vereinはオープンアクセスポリシーを明確にし、クリエイティブ・コモンズのCC BYライセンスをMDPIが出版する全ての論文に適用することとし、過去に出版された全ての論文に対しても遡って適用した。また、同年海外編集拠点として中国 北京に編集部を設置した。
2010年5月、MDPI AG（Multidisciplinary Digital Publishing Institute）がジャーナル運営会社として創設された。その後、MDPI Vereinが保管していた試料は2012年にMDPI Sustainability Foundationに移管され、MDPI Vereinは解散した。なお、化学的試料の収集物は現在MDPI Sustainability Foundationを代表してMolmall Sarlによって運営されているmolMallが行っている他、MDPI Vereinが運営していた学会に関するサービスは、2009年にsciforumに移管され、現在はMDPIが運営している。MDPIから出版された査読済み論文数は2020年に16万本を越え、世界最大のオープンアクセス出版社となった。また、全世界で従業員は3861人に達した。2019年、 日本支社として東京にMDPI Japan合同会社が設置された。
MDPIは出版規範委員会（COPE）、オープンアクセス学術出版社協会（OASPA）、オープンアクセス学術誌要覧（DOAJ）、国際科学技術医学出版社協会（STM）の会員である。

## サービス

### 出版物
MDPIは、300以上の査読済みオープンアクセスジャーナルを出版している。クラリベイト社が公開するJournal Citation Reports2020において、73のジャーナルがインパクトファクター評価の対象となり、83のジャーナルがScience Citation Indexに掲載されている。また、アメリカ国立生物工学情報センターが運営する生物医学・生命科学のオンライン論文アーカイブであるPubMedには、MDPIが運営する78のジャーナルが掲載されている。さらに、エルゼビア社が運営するScopusには173のジャーナルが、同社のEi Compendexには14のジャーナルが掲載されるなど、MDPIが運営するジャーナルの多くが論文インデックスサービスに含まれている。
MDPIはオープンアクセスジャーナル専門の出版社であり、あらゆる読者が無料かつ制約なく全ての論文を閲覧可能である。論文出版・編集にかかる費用は著者が負担し、論文が掲載される段階で著者に論文掲載料（Aritcle Processing Charge）が要求される。なお、Plan Sの要求に基づき、論文掲載料の内訳はMDPIのホームページ上で公開されている。オープンアクセスジャーナルを扱う学術出版社の論文掲載料の高騰に関しては多くの議論がある
ものの、従来の購読型ジャーナルにおける購読料の急騰への打開策として論文掲載料を支払うオープンアクセスモデルが受け入れられている。
MDPIでは、査読に協力した研究者に論文掲載料の割引券（Voucher）を配布している。また、研究機関や大学向けに、所属する研究者の論文掲載料が割引される無料の登録プログラムInstitutional Open Access Progaram（IOAP）を2013年から実施しており、2020年までに全世界で700以上の研究機関や大学が加入している。

### その他のサービス
MDPIは学術出版事業の他に、学術文献の無料データベースサービスであるScilit、査読前論文を登録するプレプリントサーバーであるPreprints、学会やシンポジウム運営用のウェブサイトテンプレートサービスSciforum、学術出版のテンプレートサービスJAMS、科学情報のオンライン百科事典Encyclopedia、研究者向けのソーシャルネットワークサービスSciProfilesなどの研究活動支援を目的としたオンラインサービスを実施・運営している。

## 論争

### 物議を醸した論文
2011年4月、MDPIの雑誌Nutrientsに、 Jennie Brand-Millerらによる論文『The Australian Paradox: A Substantial Decline in Sugars Intake over the Same Timeframe that Overweight and Obesity Have Increased』（オーストラリアのパラドックス：太りすぎと肥満の増加と同時に糖質摂取量が大幅に減少）が発表された。本論文には多くの批判が寄せられたが、使用された数式の誤りと用いたデータの偏りが指摘され、2014年4月に著者のJennie Brand-Millerから該当論文のCorrectionが発表された。詳細はオーストラリアン・パラドックスを参照されたい。なお、『The Australian Paradox』の論文の議論をきっかけにオープンアクセス学術出版社協会（OASPA）はMDPIの出版体制への調査を行った。2014年、オープンアクセス学術出版社協会はMDPIは引き続きOASPAメンバーシップの基準を満たしていると結論づけた
2011年12月、MDPIの雑誌Lifeに、Erik D. Andrulisの論文『Theory of the Origin, Evolution, and Nature of Life』（生命の起源、進化、および性質の理論）が掲載された。この論文では生命の起源やホモキラリティを説明する理論に関する研究が発表された。この論文は一般向けの科学技術雑誌アーズ・テクニカとポピュラーサイエンスに注目され、「まともじゃない」「滑稽な理論」論文として紹介された。Life誌の編集委員会の委員1名はそれに応じて辞任した。MDPIのShu-Kun LinはLife誌の査読過程について説明し、該当論文は著者と利益相反のない中立な外部の研究者2名によって査読された論文であったこと、査読者の選定はChemical Abstracts、PubMed、Web of Scienceなどのインデックスをもとに行ったことを述べた。
2013年4月、MDPIの雑誌Entropyに、モンサント系の除草剤に含まれるグリホサートが胃腸障害、肥満、糖尿病、心臓病、抑うつ、アルツハイマー病、がん、不妊の主要な要因となる可能性を示唆する総説がステファニー・セネフにより発表された。この論文は総説記事であり、それ自体は一次研究結果を含んでいなかった。この論文は一般向け科学雑誌ディスカバーによって疑似科学として批判された。この論文に関して、ジェフリー・ビールは「When publishers like MDPI disseminate research by science activists like Stephanie Seneff and her co-authors, I think it’s fair to question the credibility of all the research that MDPI publishes. Will MDPI publish anything for money?
（MDPIのような出版社が、Stephanie Seneffや彼女の共著者のような科学活動家の研究を広めるとき、MDPIが出版する他の全ての研究の信憑性を疑うのは妥当だと思います。MDPIはお金のためなら何でも出版するのか？）」と疑問を投げかけた。
2021年6月、MDPIの雑誌Vaccinesに、COVID-19のワクチン接種へ有益性の欠如を主張する論文が掲載された。この論文は、参考にしたデータの誤った解釈や誤用が指摘され、その結論に激しく批判が集まった。Vaccinesの編集委員のひとりであったKatie Ewerは、論文の掲載を「極めて無責任」と批判し、抗議として編集委員を辞任した。その後、他4名の編集委員も抗議を表明し辞任した。Vaccines編集部はこの批判を受け、一度「expresssion of concern（懸念の表明）」を発表し、その後論文を撤回した。

### Who's Afraid of Peer Review?
2013年、MDPIのCancers誌は「査読なんか怖くない?」のおとり捜査の標的とされたが、科学的根拠のない偽の論文を却下した。

### ジェフリー・ビールによる批判
MDPIは2014年2月、ジェフリー・ビールの捕食出版のリスト（ビールのリスト）に掲載されたが、訴えが成功し2015年10月に除外された。この際、オープンアクセス学術出版社協会（OASPA）はMDPIの出版体制について調査を行い、MDPIがOASPA加盟基準を満たしていると結論付けた。
ジェフリー・ビールは、MDPIが捕食出版であると結論づけた際、自身のブログの中で以下の7点を指摘した。
- 編集委員に含まれているノーベル賞受賞者のような著名な研究者は、実際には自身が編集員であると認識していない場合がある。
- Cellなどの伝統的雑誌の名前をコピーした単語のみのジャーナル名を利用している。また、ゴールドオープンアクセスモデルであり高額な論文掲載料を要求している。
- Nutrients、Entropy、Life誌に物議を醸す論文が出版された（#物議を醸した論文を参照）。
- 中国人研究者が国際的な研究論文を出版できるように設計されている可能性がある。バーゼル本社の従業員数に比べて、中国 北京・武漢支社の従業員数が多く、中国の研究者を対象にビジネスを行っている可能性がある。
- 編集委員である中国の研究者に対して、Shu-Kun Linから編集の仕事をしなくても良い旨のメールが送られていた。
- MDPIのジャーナルにはインパクトファクターがついているものがあるが、物議を醸した論文によってジャーナルのインパクトファクターを高めるように設計している可能性がある。
- Instituteという名前がついているが実際は研究所ではない。

また、ビールのブログではMDPIが特集号の投稿論文を募集する際に電子メールスパムを使用したと指摘している。
MDPIは、ビールによる批判を「根拠に乏しい雑多な批判」と見なし、MDPIがビールのリストに掲載されたのは、「オープンアクセスジャーナル全体に向けられた敵意」によって動機付けられていたと主張した。また、ウェブサイト上でビールが批判した論点に関して回答を掲載した。ノーベル賞受賞者などの著名な研究者が実際には編集委員に含まれていないとビールが主張した際に根拠としたのはeCampus Newsによって運営されるニュース記事であった。しかしながら、記者は後にこの情報が誤りであったと述べ、記事を訂正した。訂正内容は以下の通り。

この記事の以前のバージョンでは、ノーベル賞受賞者の遺伝学者であるMario Capecchi博士が、MDPIの雑誌Biomoleculesの編集委員であることを認識していなかったと記載されていました。当時、Capecchi博士の助手であるLorene Stitzer氏は、eCampus Newsに対し「彼がリストに掲載されていることは知らない」と述べていた。MDPIからCapecchi博士へ連絡があった後、Stitzer氏は現在、Capecchi博士が名誉編集委員であると認識していると述べている。

なお、MDPIはこの際のMario Capecchi博士とのメールのやり取りを公開している。また、MDPIはノーベル賞受賞者のロバート・カール、リヒャルト・R・エルンスト、ジェローム・カール、ハロルド・クロトー、李遠哲、ルドルフ・マーカス、エリック・マスキン、スティーヴン・ワインバーグ、クルト・ヴュートリッヒ、ジョージ・スムートらがMDPIの発行するジャーナルの編集委員への就任を受諾した際の電子メールのやり取りを公開した。
ケンブリッジ大学の化学者でMDPIの雑誌Dataの編集委員であるピーター・マレー・ラストは、ビールによるMDPI批判は「無責任」で証拠を欠いていると批判した。

### 公開査読の導入
2014年、MDPIのLife誌は公開査読（Open Peer-Review）を導入し、著者の判断で実施することが可能になった。公開査読が選択された論文では、査読者のコメントと著者の返答が公開されるため、捕食雑誌を見極める上での透明性の指標として認識されている。なお、MDPIではその後多くの雑誌で公開査読を実施している。

### その他の批判
マルティン・ハスペルマトは、出版社が論文掲載料を請求するオープンアクセスの出版モデルに対して、

著者が拒絶されるリスクを大きく負うことなく、質の低い作品を出版することを可能にしてしまうということである。（中略）例えば、中国の2つの企業がオープンアクセスジャーナルを大量に発行しています。武漢に拠点を置くサイエンティフィック・リサーチ・パブリッシングと北京に拠点を置くMDPIのビジネスモデルは、多数の新しいジャーナルを立ち上げ、そのうちのいくつかが成功して利益をもたらすことを期待することです。例えば、MDPIの雑誌Languagesにはまだ編集者がいない。これはもちろんスパムメールのビジネスモデルを彷彿とさせるものであり、実際、一部のオブザーバーは捕食的ジャーナルの危険性を警告している。

と主張した。この批判に対してMDPIは同じFrontiers in Behavioral Neuroscience誌上で、20年に渡り1つのジャーナルも閉鎖していないこと、Languagesは当時立ち上げ直後で編集委員を募集している段階（投稿論文は受け付けていない）状況であったことなどを述べ、反論した。
2018年8 月、 Nutrients誌の編集長を含む10名の編集委員が、「MDPIが平凡な品質と重要性の投稿論文を受理するよう圧力をかけた」と主張して辞任した。
これに対しMDPIは声明を発表し、編集委員には完全に自由な論文の採択権が与えられていること、編集委員への圧力はなかったことを主張した。

### 近年の評価
MDPIは多くの物議を醸しているものの、その規模はめざましく拡大している。2019年時点で世界で5番目に出版論文数が多い学術出版社となり、また多くのジャーナルにおいて2015年から2019年の4年間で引用指数が上昇した。また、2019年に出版された論文の投稿から公開までの日数の中央値は39日であった。